# Acanthoscelides cruciatus
Acanthoscelides cruciatus là một loài bọ cánh cứng trong họ Bruchidae. Loài này được Hummel miêu tả khoa học năm 1827.